# Pineus cembrae
Pineus cembrae är en insektsart som först beskrevs av Cholodkovsky 1888.  Pineus cembrae ingår i släktet Pineus och familjen barrlöss. Arten är reproducerande i Sverige.

## Underarter
Arten delas in i följande underarter:
- P. c. pinikoreanus
- P. c. cembrae